# SF Berlin 1903
SF Berlin 1903 (pełna nazwa Schachfreunde Berlin 1903), wcześniej funkcjonujący pod nazwą SFR Neukölln – niemiecki klub szachowy z siedzibą w Berlinie.

## Historia
Klub został założony 6 maja 1903 roku pod nazwą SC Neukölln. Nic nie wiadomo o funkcjonowaniu klubu aż do 1947 roku. Jako że po II wojnie światowej alianci zabronili klubowi działalności, w 1947 został złożony wniosek o dopuszczenie SC Neukölln do funkcjonowania, który jednak został odrzucony. W późniejszym czasie klub został uznany za apolityczny, a w 1953 roku zmienił nazwę na SC Neukölln 03. W 1955 roku zdobył Puchar Berlina, w tym okresie występując także w berlińskiej Stadtlidze. W 1964 roku część członków powołała nowy klub pod nazwą Schwarz-Weiß Neukölln. W związku z powstałym w wyniku tego kryzysem trzy lata później nastąpiła fuzja SC Neukölln 03 i powstałego w 1949 roku Neuköllner SF i utworzenie SF Neukölln 03 (także jako SFR Neukölln). Na przełomie lat 70. i 80. ze względu na wysokie składki członkowskie z klubu odeszła znacząca liczba członków, w związku z czym w 1984 roku obniżono wysokość składek, a także rozpoczęto promocję szachów wśród dzieci i młodzieży, w tym wsparcie szkół.
W 1997 roku klub zadebiutował w Bundeslidze, uzyskując wówczas dziesiąte miejsce. W sezonie 1998/1999 uzyskano szóstą pozycję. W 2001 roku klub zadebiutował w Pucharze Europy. Berliński zespół wygrał wówczas z Monmouth Minnows i Gambitem Bonnevoie, zremisował z Herzliya Chess Club i Alkaloidem Skopje, a przegrał z Petersburgiem Lentransgaz, Wieśninką Mińsk i AO Kydon Chania, w klasyfikacji końcowej zajmując 25. miejsce. W następnym roku w europejskich rozgrywkach klub został sklasyfikowany na 23. pozycji, w sezonie 2003 uzyskał 29. miejsce, natomiast w roku 2005 zajął 25. pozycję. Ponadto w 2005 roku nastąpiła zmiana siedziby klubu z Neukölln na Schöneberg, w związku z czym w listopadzie zmieniono jego nazwę na SF Berlin 1903. W sezonie 2005/2006 zespół zajął ósme miejsce w Bundeslidze, następnie uzyskując 17. miejsce w Pucharze Europy. Sezon 2006/2007 zakończył się spadkiem z Bundesligi, jednak do najwyższej niemieckiej klasy rozgrywkowej berliński klub powrócił już rok później. W sezonie 2009 zespół uzyskał 35. miejsce w Pucharze Europy. W 2011 roku SF Berlin zajął w tych rozgrywkach 17. miejsce, a trzy lata później – 40. W 2016 roku zespół zajął piąte miejsce w Bundeslidze, następnie został sklasyfikowany na 47. miejscu w Pucharze Europy. W 2018 roku w europejskim turnieju SF Berlin uzyskał 15. miejsce, a w kolejnym sezonie – 21. W sezonie 2019/2021 zespół zajął siódmą pozycję w lidze krajowej, identyczny wynik osiągnięto w kolejnym sezonie. W 2022 roku niemiecki klub zajął 52. miejsce w Pucharze Europy. W 2023 roku nastąpił spadek zespołu z Bundesligi. Dwa lata później klub powrócił do najwyższej niemieckiej klasy rozgrywkowej.

## Zawodnicy
Zawodnikami klubu byli m.in.:

- Mikael Agopov[23]
- Rafał Antoniewski[24]
- Lewon Aronian[24]
- Marco Baldauf[25]
- Jonasz Baum[26]
- Felix Blohberger[25]
- Stellan Brynell[27]
- Magnus Carlsen[28]
- Maksim Czigajew[29]
- Daniił Dwirnyj[30]
- Szymon Gumularz[31]
- Krzysztof Jakubowski[30]
- Jan Klimkowski[29]
- Martin Krämer[32]
- Andrij Maksymenko[33]
- Ján Markoš[32]
- Hrant Melkumian[24]
- Peter Michalík[24]
- Normunds Miezis[34]
- Olivér Mihók[24]
- Jewhen Mirosznyczenko[28]
- Aleksander Miśta[35]
- Wojciech Moranda[25]
- Luca Moroni[31]
- Siergiej Mowsesjan[27]
- Igor-Alexandre Nataf[28]
- Arturs Neikšāns[36]
- Kacper Piorun[37]
- Rainer Polzin[38]
- Sebastian Półtorak[26]
- Dorian Rogozenko[27]
- Aleksiej Sarana[31]
- Jan-Christian Schröder[31]
- Jan Michael Sprenger[30]
- Igor Štohl[27]
- Zbigniew Strzemiecki[39]
- Jacek Tomczak[40]
- Weselin Topałow[41]
- Daniele Vocaturo[37]
- Maksim Wawulin[29]